# World Baseball Classic 2017
La World Baseball Classic 2017 è stata la quarta edizione del World Baseball Classic, una competizione di baseball internazionale indetta dalla International Baseball Federation.
Dodici delle sedici squadre in gara si sono qualificate in base al risultato ottenuto durante la fase preliminare dell'edizione 2013; le rimanenti quattro squadre sono i vincitori delle qualificazioni che si sono tenute tra febbraio e settembre 2016; due di queste squadre, Colombia e Israele, sono alla loro prima apparizione alle World Baseball Classic.
Il primo round ha visto come città ospitanti Tokyo, Seoul, Miami e Guadalajara. Il secondo turno si è tenuto tra Tokyo e San Diego e la finale a Los Angeles.

## Squadre partecipanti
Le prime tre squadre di ogni girone del primo turno del World Baseball Classic 2013 si sono qualificate automaticamente.
| Squadra         | Metodo di qualificazione    | Apparizione alle WBC | Miglior piazzamento            | WBSC Ranking |
| --------------- | --------------------------- | -------------------- | ------------------------------ | ------------ |
| Canada          | World Baseball Classic 2013 | 4ª apparizione       | Primo round (2006, 2009, 2013) | 8            |
| Cina            | World Baseball Classic 2013 | 4ª apparizione       | Primo round (2006, 2009, 2013) | 18           |
| Cuba            | World Baseball Classic 2013 | 4ª apparizione       | Finalista (2006)               | 5            |
| Rep. Dominicana | World Baseball Classic 2013 | 4ª apparizione       | Campione (2013)                | 13           |
| Italia          | World Baseball Classic 2013 | 4ª apparizione       | Secondo round (2013)           | 10           |
| Giappone        | World Baseball Classic 2013 | 4ª apparizione       | Campione (2006, 2009)          | 1            |
| Paesi Bassi     | World Baseball Classic 2013 | 4ª apparizione       | Quarto posto (2013)            | 9            |
| Porto Rico      | World Baseball Classic 2013 | 4ª apparizione       | Finalista (2013)               | 12           |
| Corea del Sud   | World Baseball Classic 2013 | 4ª apparizione       | Finalista (2009)               | 3            |
| Taipei cinese   | World Baseball Classic 2013 | 4ª apparizione       | Secondo round (2013)           | 4            |
| Stati Uniti     | World Baseball Classic 2013 | 4ª apparizione       | Quarto posto (2009)            | 2            |
| Venezuela       | World Baseball Classic 2013 | 4ª apparizione       | Terzo posto (2009)             | 7            |
| Australia       | Qualifiche                  | 4ª apparizione       | Primo round (2006, 2009, 2013) | 11           |
| Messico         | Qualifiche                  | 4ª apparizione       | Secondo round (2006, 2009)     | 6            |
| Colombia        | Qualifiche                  | 1ª apparizione       | —                              | 19           |
| Israele         | Qualifiche                  | 1ª apparizione       | —                              | 41           |

## Stadi
Durante il torneo verranno usati sei stadi:
| Girone A                     | Gironi B-E                       | Girone C                           |
| ---------------------------- | -------------------------------- | ---------------------------------- |
| Seul, Corea del Sud          | Tokyo, Giappone                  | Miami, Stati Uniti d'America       |
| Gocheok Sky Dome             | Tokyo Dome                       | Marlins Park                       |
| Capacità: 17 000             | Capacità: 42 000                 | Capacità: 36 742                   |
| Interno del Gocheok Sky Dome | Tokyo Dome                       | Marlins Park                       |
| Girone D                     | Girone F                         | Finali                             |
| Zapopan, Messico             | San Diego, Stati Uniti d'America | Los Angeles, Stati Uniti d'America |
| Estadio Charros de Jalisco   | Petco Park                       | Dodger Stadium                     |
| Capacità: 16 000             | Capacità: 40 162                 | Capacità: 56 000                   |
| Estadio Telmex de Atletismo  | Petco Park                       | Dodger Stadium                     |

## Gironi
| Girone A      | Girone B  | Girone C        | Girone D   |
| ------------- | --------- | --------------- | ---------- |
| Corea del Sud | Giappone  | Stati Uniti     | Messico    |
| Taipei cinese | Australia | Canada          | Italia     |
| Paesi Bassi   | Cina      | Colombia        | Porto Rico |
| Israele       | Cuba      | Rep. Dominicana | Venezuela  |

## Primo round
Avanza al Secondo Round e si qualifica per le World Baseball Classic 2021
     Ha almeno il terzo posto e si qualifica per le World Baseball Classic 2021
     Avanza alla gara di spareggio e si qualifica per le World Baseball Classic 2021
     Eliminata, ma si qualifica per le World Baseball Classic 2021
     Eliminata e deve giocare le qualifiche per le World Baseball Classic 2021

### Girone A
| Posizione | Squadra       | W | L | HTH | RA | IPD | RA/IPD |
| --------- | ------------- | - | - | --- | -- | --- | ------ |
| 1         | Israele       | 3 | 0 | —   | —  | —   | —      |
| 2         | Paesi Bassi   | 2 | 1 | —   | —  | —   | —      |
| 3         | Corea del Sud | 1 | 2 | —   | —  | —   | —      |
| 4         | Taipei cinese | 0 | 3 | —   | —  | —   | —      |

### Girone B
| Posizione | Squadra   | W | L | HTH | RA | IPD | RA/IPD |
| --------- | --------- | - | - | --- | -- | --- | ------ |
| 1         | Giappone  | 3 | 0 | —   | —  | —   | —      |
| 2         | Cuba      | 2 | 1 | —   | —  | —   | —      |
| 3         | Australia | 1 | 2 | —   | —  | —   | —      |
| 4         | Cina      | 0 | 3 | —   | —  | —   | —      |

### Girone C
| Posizione | Squadra         | W | L | HTH | RA | IPD | RA/IPD |
| --------- | --------------- | - | - | --- | -- | --- | ------ |
| 1         | Rep. Dominicana | 3 | 0 | —   | —  | —   | —      |
| 2         | Stati Uniti     | 2 | 1 | —   | —  | —   | —      |
| 3         | Colombia        | 1 | 2 | —   | —  | —   | —      |
| 4         | Canada          | 0 | 3 | —   | —  | —   | —      |

### Girone D
| Posizione | Squadra    | W | L | HTH | RA | IPD  | RA/IPD |
| --------- | ---------- | - | - | --- | -- | ---- | ------ |
| 1         | Porto Rico | 3 | 0 | —   | —  | —    | —      |
| 2         | Venezuela  | 1 | 2 | 1-1 | 20 | 19.0 | 1.053  |
| 3         | Italia     | 1 | 2 | 1-1 | 21 | 19.0 | 1.105  |
| 4         | Messico    | 1 | 2 | 1-1 | 19 | 17.0 | 1.117  |

Gara di spareggio:

## Secondo round
Avanza alle semifinali
     Avanza alla gara di spareggio
     Eliminata

### Girone E
| Posizione | Squadra     | W | L | HTH | RA | IPD | RA/IPD |
| --------- | ----------- | - | - | --- | -- | --- | ------ |
| 1         | Giappone    | 3 | 0 | —   | —  | —   | —      |
| 2         | Paesi Bassi | 2 | 1 | —   | —  | —   | —      |
| 3         | Israele     | 1 | 2 | —   | —  | —   | —      |
| 4         | Cuba        | 0 | 3 | —   | —  | —   | —      |

### Girone F
| Posizione | Squadra         | W | L | HTH | RA | IPD | RA/IPD |
| --------- | --------------- | - | - | --- | -- | --- | ------ |
| 1         | Porto Rico      | 3 | 0 | —   | —  | —   | —      |
| 2         | Stati Uniti     | 2 | 1 | —   | —  | —   | —      |
| 3         | Rep. Dominicana | 1 | 2 | —   | —  | —   | —      |
| 4         | Venezuela       | 0 | 3 | —   | —  | —   | —      |

## Fase finale
|  | Semifinali | Semifinali  | Semifinali |             |      | Finale     | Finale | Finale |  |
|  |            |             |            |             |      |            |        |        |  |
|  | 2E         | Paesi Bassi | 3          |             |      |            |        |        |  |
|  | 2E         | Paesi Bassi | 3          |             |      |            |        |        |  |
|  | 1F         | Porto Rico  | 4          |             |      |            |        |        |  |
|  | 1F         | Porto Rico  | 4          |             | SF1W | Porto Rico | 0      |        |  |
|  |            |             |            |             | SF1W | Porto Rico | 0      |        |  |
|  |            |             | SF2W       | Stati Uniti | 8    |            |        |        |  |
|  | 1E         | Giappone    | SF2W       | Stati Uniti | 8    | 1          |        |        |  |
|  | 1E         | Giappone    |            |             |      |            |        |        |  |
|  | 2F         | Stati Uniti | 2          |             |      |            |        |        |  |

## Premi

### Giocatore più valutato

#### Primo girone
- Girone A –  Ryan Lavarnway
- Girone B –  Yoshitomo Tsutsugo
- Girone C –  Manny Machado
- Girone D –  Francisco Lindor

#### Secondo girone
- Girone E –  Wladimir Balentien
- Girone F –  Yadier Molina

#### Campionato round
- Torneo –  Marcus Stroman

### Team All-World Baseball Classic 2017
| Posizione | Giocatore          |
| --------- | ------------------ |
| C         | Yadier Molina      |
| 1B        | Eric Hosmer        |
| 2B        | Javier Báez        |
| 3B        | Carlos Correa      |
| SS        | Francisco Lindor   |
| OF        | Wladimir Balentien |
| OF        | Gregory Polanco    |
| OF        | Christian Yelich   |
| DH        | Carlos Beltrán     |
| P         | Kodai Senga        |
| P         | Marcus Stroman     |
| P         | Josh Zeid          |

Ricerca: 

## Trasmissione
| Territorio      | Detentore dei diritti     | Note        |
| --------------- | ------------------------- | ----------- |
| Australia       | ESPN Australia            |             |
| Nuova Zelanda   | ESPN Australia            |             |
| Brasile         | ESPN Brazil               |             |
| Canada          | Sportsnet/RDS             |             |
| Colombia        | Telecaribe/Win Sports     |             |
| Cuba            | Tele Rebelde              |             |
| Rep. Dominicana | CDN Sports-Max            | [ 4 ]       |
| Cipro           | Fox Sports Europe         |             |
| Grecia          | Fox Sports Europe         |             |
| Malta           | Fox Sports Europe         |             |
| Turchia         | Fox Sports Europe         |             |
| Italia          | Fox Sports Italia         | [ 5 ] [ 6 ] |
| Israele         | Fox Sports Israel         |             |
| Giappone        | J Sports, TBS, TV Asahi   |             |
| Messico         | Televisa Deportes         |             |
| Paesi Bassi     | Fox Sports Netherlands    |             |
| Filippine       | Sports5                   |             |
| Porto Rico      | Wapa 2 Deportes           | [ 7 ]       |
| Corea del Sud   | JTBC                      |             |
| Taiwan          | Eleven Sports/PTS         |             |
| Stati Uniti     | MLB Network/ESPN Deportes | [ 8 ]       |
| Venezuela       | Direct TV/IVC/TeleAragua  |             |